# AÉK
Az AÉK Athína/Athén (görög betűkkel: Αθλητική Ένωσις Κωνσταντινουπόλεως [Athlitikí Énoszi Konsztandinupóleosz]) egy 1924-ben alapított görög labdarúgócsapat, melyet Görögország fővárosában, Athénban hoztak létre. A csapat színei a sárga és a fekete.
Székhely: Nikosz Gumasz (24 710 férőhelyes, Athén)

## Történelme
A klubot 1924-ben konstantinápolyi menekültek alapították, akik a görög-török háború idején menekültek el. A helyiek között egy sportboltot működtető testvérpárra leltek, és Emiliosz, illetve Menelaosz Ionasz segítségével megalakult az új klub. Pálya híján számos helyen próbálkoztak, a Panathinaikosz jelenlegi stadionja mellett futballoztak például az Athénban lévő Olümposzi Zeusz templomának romjainál is. A klub első elnöke, Konsztantinosz Szpanudisz és az akkori görög miniszterelnök, Elefthériosz Venizélosz közös petícióval fordult a kormányhoz, hogy adjanak a klubnak egy futballpályányi földet. 1926-ban ez megtörtént, a klub pályáját 1930-ban adták át, és az első mérkőzésen 2-2-es döntetlent játszott az Olimpiakosz együttesével.
1932-ben jött első nagy siker, amikor a görög kupa döntőjében 5-3-ra győzött az Árisz Theszaloníkisz ellen. A győztes csapatban még ott volt az alapítók egyike, Kosztasz Negrepontisz is. 1939-ben sikerült a duplázás, a kupa mellett megszületett az első bajnoki arany is, 1940-ben pedig már Negrepontisz edzősködésével a címvédés is sikerült. A következő bajnoki címre 1963-ig várni kellett, akkor viszont Csaknády Jenő vezette az aranyéremig a klubot. Öt évvel később hívták vissza, 1968-ban ismét bajnok lett a AÉK-kal, ő alakította ki az a csapatot, amely az 1968-69-es bajnokcsapatok Európa-kupája-sorozatban első görög együttesként a negyeddöntőig jutott.
2004-ben majdnem csődbe jutott a klub, akkor olyan nagy nevek távoztak ennek hatására, mint Konsztandínosz Kacuránisz, Níkosz Liberópulosz, Theódorosz Zagorákisz, Mihálisz Kapszísz, Vaszílisz Lákisz és Jánisz Okász, de a csapat ennek ellenére nem roppant meg, és ott tudott maradni az élvonalban. A válságból kilábalva olyan neveket igazoltak le, mint a brazil világbajnok Rivaldo, Papa Bouba Diop vagy Eiður Guðjohnsen. A 2012-13-as szezont gyengén kezdte a csapat, az első hét bajnokin csupán kettő pontot szerzett, 2012. szeptember 30-án le is mondott Vangelisz Vlahosz edző, akinek helyét a német Ewald Lienen foglalta el. A helyzet azonban nem javult, bár 2013 év elején egy hatmeccses veretlenségi sorozatot produkált az AÉK, négy győzelem és két döntetlen után azonban az utolsó nyolc bajnokin mindössze négy pontot szereztek. Két fordulóval a bajnokság vége előtt Lienent kirúgták, és az Európa-bajnok hátvéd Traianósz Délasz ült le a kispadra. Az utolsó előtti fordulóban még mindig élt a bennmaradás reménye, ehhez le kellett volna győzni otthon a Panthrakikószt. A 87. percben azonban Mavrudísz Bugaídisz öngólt vétett, a megvadult szurkolók pedig a pályára tódulva az öltözőbe kergették a játékosokat. A találkozó félbeszakadt, bár a hazaiak könyörögtek a játékvezetőnek, hogy valahogy lejátszhassák az utolsó néhány percet, mire elcsendesedett a lelátó, a vendégek hazamentek.
A szövetség így 3-0-s végeredménnyel a Panthrakikósznak adta a mérkőzést, emellett három pontot levont az AÉK Athéntől. A csapat így behozhatatlan, ötpontos hátrányba került, majd az utolsó bajnokit is elvesztette, és 89 éves története során először búcsúzott az élvonaltól. A klub részvényesei válságtanácskozást tartottak, melyen abban egyeztek meg, hogy csődöt jelentenek. Miután kiestek az élvonalból a második vonalban sem vállalják az indulást, mert a klub anyagi helyzetének egyensúlyba hozásához egy évnél hosszabb időre lesz szükség, így önként a harmadosztályban indultak.
A 2015-16-os szezon során a kupában 2–1-re legyőzték a bajnok Olimbiakószt a döntőben. 15. alkalommal hódította el a görög kupát a csapat, és az első nagy trófeája, mióta a klub 2011-ben csődbe ment és visszasorolták a harmadosztályba. A 2017-18-as szezonban fennállása során tizenkettedik alkalommal, 24 év után bajnoki címet ünnepelhetett a csapat.

## Sikerlista
12-szeres görög bajnok: 1939, 1940, 1963, 1968, 1971, 1978, 1979, 1989, 1992, 1993, 1994, 2018
16-szörös görög kupagyőztes:1932, 1939, 1949, 1950, 1956, 1964, 1966, 1978, 1983, 1996, 1997, 2000, 2002, 2011, 2016, 2023
1-szeres UEFA-kupa elődöntős: 1977

## Jelentős edzők
| - Kosztász Negrepóntisz - Trífon Canétisz - Stan Anderson - Dušan Bajević | - Ljubiša Tumbaković - Oleh Blohin - Zlatko Čajkovski - Csaknady Jenő | - Puskás Ferenc - Frantisek Fadrhonc - Eugene Gerards - Jacek Gmoch | - Fernando Santos - Toni Szavevszki - Helmut Senekowitsch |